# یلنا چتکوویچ

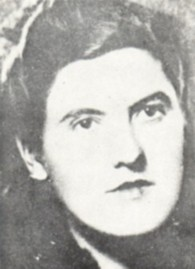
یلنا چتکوویچ

یلنا چتکوویچ (۲۱ اوت ۱۹۱۶ در چتینیه - ۱۴ مه ۱۹۴۳ نزدیک بلگراد) یک انقلابی، یک مبارز برای حقوق زنان، عضو پارتیزان‌های زن اهل یوگسلاوی در جنگ آزادیبخش ملی و دارای نشان قهرمان ملی (یوگسلاوی) بوده‌است.

## پیشینه
او در ۲۱ اوت ۱۹۱۶ در چتینیه به دنیا آمد.   او کوچک‌ترین فرزند خانواده بلاگوتا و گوردانا کتکوویچ بود که دو پسر بزرگتر داشتند - نیکولا، متولد ۱۹۰۸ و جورجه جوک، متولد ۱۹۱۲. مدت کوتاهی پس از تولد یلنا، خانواده در جستجوی زندگی بهتر از چتینیه به پودگوریتسا نقل مکان کردند. پدر بلاگوت از جراحات وارده در جنگ جهانی اول رنج می‌برد و در سال ۱۹۱۷ درگذشت. گوردانا گوردا، مادر یلنا، برای تأمین مخارج فرزندانش، ابتدا در «مونوپول» (شرکت دولتی خرید و فرآوری تنباکو) شغلی پیدا کرد و سپس به عنوان نظافتچی در دادگاه مشغول به کار شد. 
از آنجایی که خانواده فقیر بودند امکان ادامه تحصیل نداشتند، نیکولا برادر بزرگ یلنا بلافاصله پس از پایان مدرسه ابتدایی شروع به یادگیری حرفه کفش سازی کرد. پس از اتمام مدرسه ابتدایی، یلنا نیز در مدرسه صنایع دستی زنان ثبت نام کرد و در آنجا خیاطی آموخت، در حالی که برادر وسطش جورجه جوکو به‌طور نیمه وقت در دانشکده حقوق در بلگراد تحصیل می‌کرد. پس از پایان مدرسه حرفه ای، یلنا در یک خیاطی برای دوختن کت و شلوار مردانه شغلی پیدا کرد. از آنجایی که در این مغازه پیراهن‌هایی هم دوخته می‌شد، او برخی سفارش‌ها را در خانه می‌دوخت. 

## فعالیت حزبی

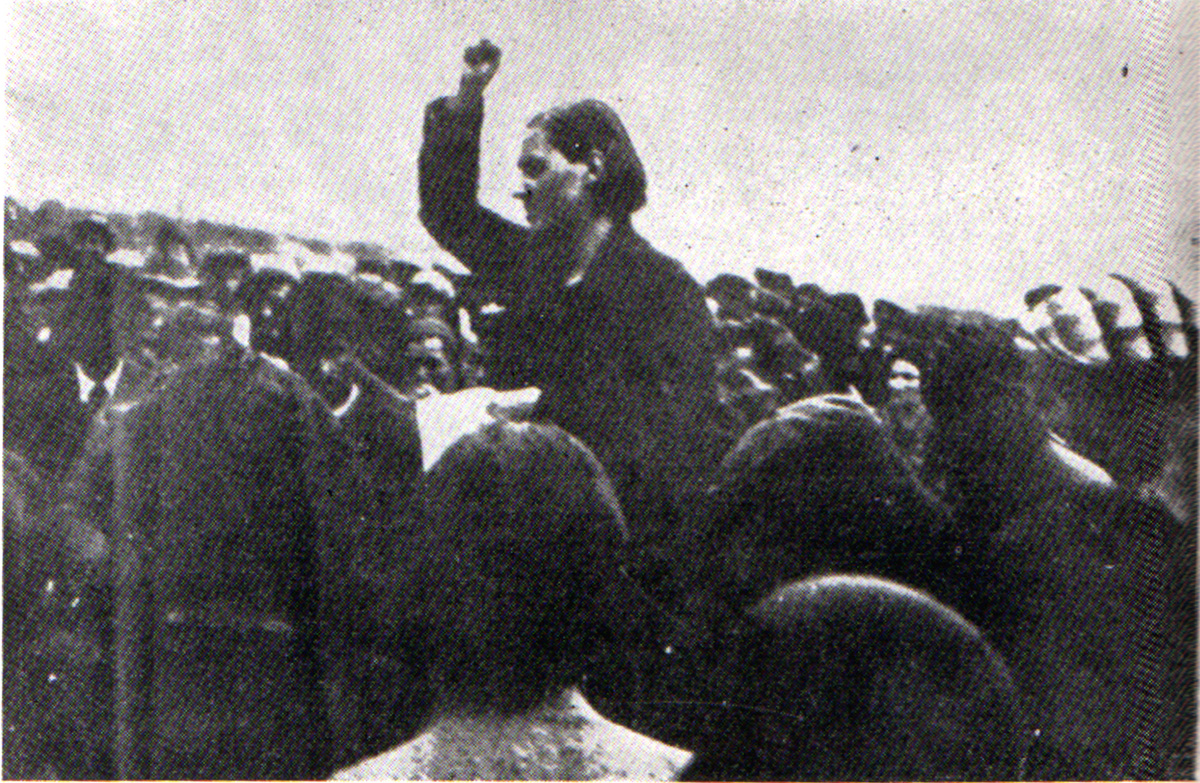
سخنرانی یلنا چتکوویچ در تشییع جنازه بویانا ووچیچ، ۱۹۳۷.

او به عنوان یک خیاط جوان به جنبش کارگری پیوست و در سال ۱۹۳۳ به عضویت اتحادیه جوانان کمونیست درآمد و در سال ۱۹۳۵ عضو اتحادیه کمونیست‌های یوگسلاوی شد. او در بسیاری از اقدامات این حزب در پودگوریتسا، و همچنین در تظاهرات معروف بلوار یایتسی شرکت کرد.
در سال ۱۹۳۸ او به بلگراد نقل مکان کرد و در آنجا نیز در کارهای حزبی به ویژه در اقدامات جنبش زنان و مبارزه برای حقوق زنان شرکت کرد. او به عنوان یک کارگر مجرب حزب، به عنوان مربی اتحادیه کمونیست‌های صربستان منصوب شد و به سازمان‌های حزبی در مناطق مختلف صربستان کمک کرد.
پس از پیوستن به اتحادیه کمونیست‌های یوگسلاوی در کارهای سیاسی، بیشتر با زنان فعالیت گسترده‌تری داشت. او ابتدا در میان دانش آموزان دبیرستان حرفه‌ای و دبیرستان دخترانه پودگوریتسا و سپس در میان کارگران کارخانه‌ها کار تبلیغی و حزبی کرد. او علاوه بر فعالیت‌های سیاسی، در انجمن حرفه‌ای خیاطی و همچنین در انجمن فرهنگی و هنری «آبراشویچ» که در بخش تئاتر فعالیت می‌کرد، فعال بود. او یک سخنران چیره دست  نیز بود و سخنرانی تکان دهنده او در مراسم تشییع جنازه بویانا ووچیچ، که به طرز غم‌انگیزی در زندان آدا سیگانلیجا در مارس ۱۹۳۷ درگذشت، به ویژه به یادگار مانده‌است. در ژوئن ۱۹۳۶ در تظاهرات معروف بلوار یتسی شرکت کرد.
در آغاز جنگ آزادیبخش ملی، ۱۹۴۱ او عضو کمیته در بلگراد بود. در طول تابستان، او به قلمرو آزاد شده نقل مکان کرد و ابتدا در یک گروه پارتیزانی در شرق بوسنی مساقر بود. سپس به قلمرو آزاد اوژیتسه نقل مکان کرد و با زنان در منطقه چاچاک و اوژیتسه کار سیاسی کرد.
پس از اولین حمله دشمن، در پایان سال ۱۹۴۱ او به بلگراد فرستاده شد و در آغاز سال بعد مسئولیت منشی کمیته محلی اتحادیه کمونیست‌های یوگسلاوی برای بلگراد را بر عهده گرفت. او سازمان دهنده گروه‌های ضربتی بود که مجموعه‌ای از اقدامات را در بلگراد اشغالی انجام دادند.

## دستگیری و اعدام
او در آغاز مارس ۱۹۴۲ در حالی که آخرین اقدام خود، یعنی ترور یورجه کوسمیته را آماده می‌کرد، دستگیر شد. او مورد شکنجه و آزار پلیس قرار گرفت، اما او نمی‌خواست چیزی به بازپرسان بگوید. او که به شدت شکنجه شده بود، تقریباً نیمه جان، منتظر روز عملیات بود. او سپس به کمپ اسپا منتقل شد. او در ماه مه ۱۹۴۳ در اوژیتسه اعدام شد.

## میراث
در یوگسلاوی پس از جنگ، یلنا چتکوویچ در زمره مبارزان برجسته ضد‌فاشیست در بلگراد قرار داشت. با فرمان هیئت رئیسه مجلس ملی جمهوری فدرال سوسیالیستی یوگسلاوی در ۵ ژوئیه ۱۹۵۲ او قهرمان ملی اعلام شد.
خیابان یلنا چتکوویچ در بلگراد در قسمت قدیمی شهر واقع شده‌است. این خیابان از سال ۱۹۴۶ به نام او نامگذاری شده‌است، در مجاورت این خیابان یکی از قدیمی‌ترین مناطق شهری بلگراد واقع شده‌است که در آغاز قرن بیستم شکل گرفت و ویژگی‌های آن تا به امروز باقی مانده‌است. این منطقه به دلیل اهمیت فرهنگی و تاریخی به عنوان منطقه میراث فرهنگی اعلام شده‌است. همچنین تمبری به یادبود او منتشر شده‌است.